# Iván Fuentes
Iván Aladino Fuentes Castillo (Longaví, 24 de julio de 1967) es un pescador, sindicalista y político chileno. Desde el 11 de marzo de 2014 hasta el 11 de marzo de 2018 fue diputado de la República por el distrito 59. Se hizo nacionalmente conocido por ser uno de los líderes de las protestas en Aysén de 2012.

## Biografía
Nació en la localidad de Lomas La Tercera, comuna de Longaví, en 1967, siendo uno de los doce hijos de una familia de agricultores. En 1972 fue adoptado de hecho por Misael Pinares y Lucía Aguilera, una pareja de profesores proveniente de la ciudad de Valdivia.
Tras realizar sus estudios primarios, estudió en el Liceo de Hombres de Linares (1985-1986) y en el liceo de Entre Lagos (1987-1988). A los 21 años comenzó a trabajar como ayudante de pescadores en el Archipiélago de las Guaitecas. En 1988 se trasladó a vivir a la comuna de La Pintana, en Santiago, donde trabajó como obrero, y en 1990 se asentó en la región de Aysén.
Actualmente está casado con Andrea Chiguay, y es padre de siete hijos; uno de su primera mujer, dos de la segunda, y cuatro de su relación con Chiguay. Uno de sus hijos, Brandon, padece distrofia muscular progresiva, y es paciente del Instituto Teletón de Puerto Montt, como lo reveló un reportaje de la Teletón 2014.
Fuentes se autodefine ideológicamente como socialista. Es católico, está a favor de despenalizar la marihuana para usos terapéuticos y está en contra del aborto.

## Vida pública

### Dirigente social

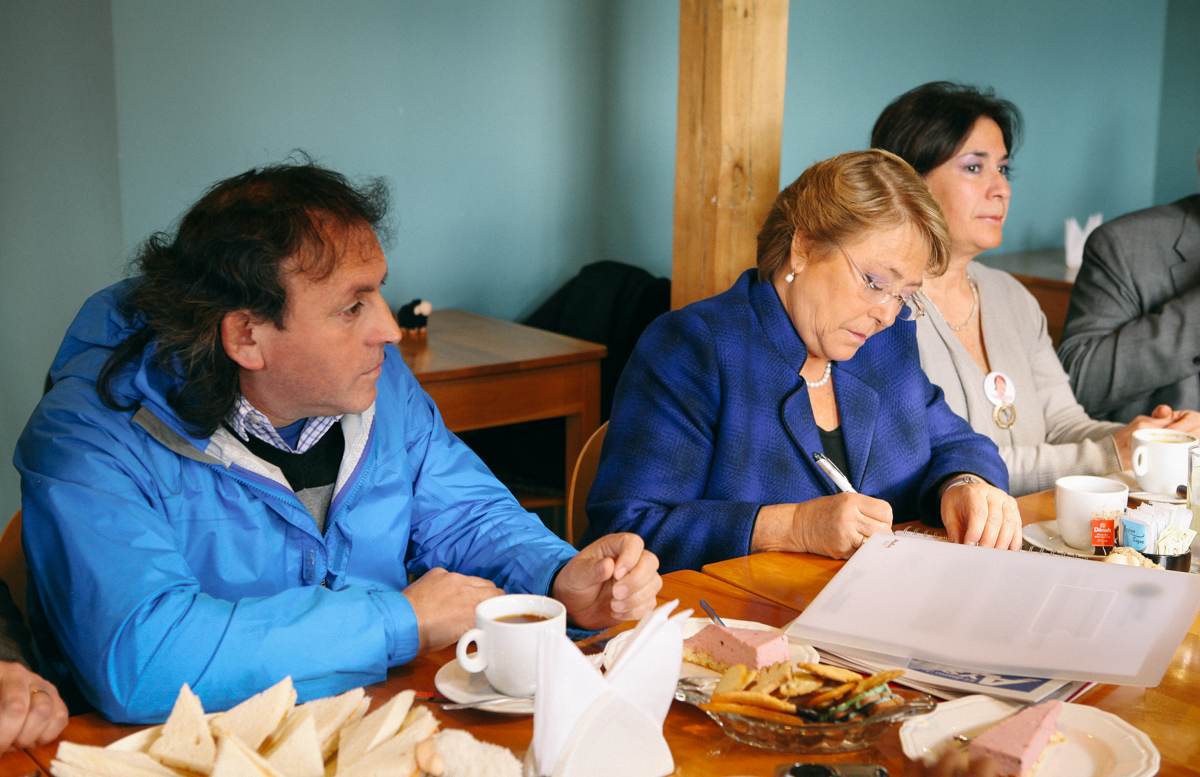
Fuentes (izquierda) junto a la presidenta Michelle Bachelet, en 2013.

Se inició como dirigente social en la junta de vecinos de Caleta Andrade, en Aysén, para luego convertirse en sindicalista de diversas organizaciones pesqueras. Fue presidente del Sindicato 1 de Caleta Andrade y del Sindicato «Francisco Andrade». En 1995 se integró al proyecto "Racionalización y control del esfuerzo pesquero artesanal del recurso merluza del sur" en la región de Aysén.
En 2000 se integró al Consejo de los Fiordos y Archipiélagos de Aysén (Corfapa). Ese mismo año intervino en la discusión de la Ley de Pesca en el Congreso Nacional, siendo uno de los promotores de la incorporación de la indicación del régimen artesanal de extracción a esa ley.
Continuó siendo dirigente sindical hasta 2005, y en 2006 fundó el Sindicato «Los Eternos Navegantes» de Puerto Aysén. Durante ese año, su casa en la localidad de Puerto Aguirre se incendió, supuestamente por la intervención intencional de terceros.
En febrero de 2012 fue el vocero del Movimiento Social por la Región de Aysén, que convocó a protestas en distintas localidades de la región, acusando un abandono por parte del Estado de Chile debido a la falta de conectividad en la zona austral. Fuentes fue uno de los dirigentes que viajó a Santiago para negociar las demandas del movimiento con el gobierno del presidente Sebastián Piñera. Bajo ese rol adquirió notoriedad tanto regional como nacional. El 4 de mayo de 2013 fue uno de los fundadores del movimiento Marca AC, que buscaba redactar una nueva Constitución Política para Chile mediante el establecimiento de una asamblea constituyente.

### Diputado
En 2013 participó de las primarias parlamentarias del Partido Demócrata Cristiano (PDC), en calidad de independiente, para ser candidato a diputado por el distrito 60. La elección se realizó el 7 de abril, y en ella derrotó a Abdallah Fernández, transformándose en el abanderado del PDC dentro del pacto Nueva Mayoría.
En la elección parlamentaria del 17 de noviembre de 2013 logró un escaño en la Cámara de Diputados, obteniendo la primera mayoría del distrito con el 25,36%. Asumió el cargo el 11 de marzo de 2014, y forma parte de la bancada del PDC, partido por el que fichó oficialmente en marzo de 2017. Es integrante de las Comisiones Permanentes de Zonas Extremas y Antártica Chilena; y Pesca, Acuicultura e Intereses Marítimos. Es presidente de esta última.
Durante el gigantesco incendio que afectó a los cerros de Valparaíso entre los días 12 y 16 de abril de 2014, se le vio prestando ayuda a Bomberos y a los damnificados por la catástrofe, completamente empapado y con una pañoleta para soportar el humo. Dicha acción fue notoriamente valorada por la ciudadanía en general a través de las redes sociales.[cita requerida]
Para las elecciones de 2017 decidió no presentarse por Aysén, trasladándose al distrito 13 de la Región Metropolitana. Allí no logró ser elegido.

## Controversias

### Acusaciones de sobornos
En julio de 2016 se reveló en el programa de televisión Informe especial que parte de su campaña había sido financiada por las empresas pesqueras, principales rivales de la pesca artesanal. La información fue obtenida a partir de un recurso de queja interpuesto a la Corte Suprema con el objetivo de revertir el sobreseimiento del senador Patricio Walker (DC), quién es imputado por el delito de recibir dinero ilegal por parte de industrias pesqueras. Según el reporte, mientras Fuentes llevaba a cabo su campaña parlamentaria entre 2012 y 2013, recibía un financiamiento de $1 500 000 pesos mensuales para cubrir los gastos de su campaña, pero cuando ya era diputado electo, recibió en febrero una suma de $1775 dólares (equivalente a $1 159 075 pesos chilenos), por parte de la empresa pesquera Friosur S.A.

## Historial electoral

### Elecciones parlamentarias de 2013
- Elecciones parlamentarias de Chile de 2013 a diputado por el distrito 59, Región de Aysén.

### Elecciones parlamentarias de 2017
- Elecciones parlamentarias de 2017, candidata a diputada por el distrito 13 (El Bosque, La Cisterna, Lo Espejo, Pedro Aguirre Cerda, San Miguel y San Ramón) [20]